# C11H11N5
分子式C11H11N5（摩尔质量：213.24 g/mol）可以指：
- 非那吡啶，CAS号：94-78-0 ，盐酸盐CAS号：136-40-3
- MeIQx，CAS号：77500-04-0

|  | 这个同类索引页列出了具有相同分子式的化学物（即同分異構體）条目。 除非您是有意链接至本页，否则应将相应条目的内部链接指向正确的条目。 |